# Euclidas
 (octobre 2024).
Si vous disposez d'ouvrages ou d'articles de référence ou si vous connaissez des sites web de qualité traitant du thème abordé ici, merci de compléter l'article en donnant les références utiles à sa vérifiabilité et en les liant à la section « Notes et références ».
Euclidas (en grec ancien Εὐκλείδας / Eukleídas) est un roi de Sparte, de 227 à 222 av. J.-C.

## Biographie
Il faisait partie de la dynastie des Agiades et était le fils de Léonidas II ; ce dernier détenait le pouvoir absolu depuis 235 av. J.-C. Depuis les origines de Sparte, la cité avait en effet, selon les lois spartiates, deux rois issus de deux dynasties différentes : les Agiades et les Eurypontides.
À la mort de Léonydas II, Cléomène III devint roi de Sparte en 235 av. J.-C.
Pour la première fois  de son histoire, un roi Eurypontide, Archidamos V, en fuite, fut déposé par le roi Agiade Cléomène III, qui installa Eucledias, son frère à sa place, dans la lignée des Eurypontides. Dans le cadre de ses réformes politiques visant à revenir aux lois fondatrices de Lygurgue, Cleomène III rétablit ainsi la double royauté, mais en renforçant son pouvoir, y compris par la dissolution du sénat des Éphores. 
Euclidas est resté dans l'ombre politique  de son frère, et a eu un rôle essentiellement militaire. Depuis l'origine de Sparte, lorsque  l'un des rois partait en expédition militaire, l'autre se devait de rester défendre Sparte. Cléomène et Euclidas combattirent toutefois ensemble lors de l'attaque de Macédoniens d'Antigone III, ces derniers étant largement supérieurs en nombre.
Euclidas, alors qu'il dirigeait une aile de l'armée spartiate contre les Macédoniens à la bataille de Sellasie en 222 av. J.-C., fut encerclé et massacré avec ses troupes. Cléomène III, le voyant perdu, s'écria : « Tu t’en vas, mon frère bien-aimé, tu t’en vas en homme de cœur, objet d’émulation pour les enfants des Spartiates et digne d’être chanté par les femmes ! »
L'armée spartiate en déroute, Cléomène III dut s'enfuir en Égypte.